# جبهه دموکراتیک ملی فیلیپین
جبهه دموکراتیک ملی فیلیپین (به فیلیپینی: Pambansang Demokratikong Prente ng Pilipinas (PDPP)، به انگلیسی: The National Democratic Front of the Philippines (NDFP)) ائتلافی از نیروهای انقلابی شامل احزاب سیاسی چپ، گروه‌های حامی حقوق بومیان، اتحادیه‌های تجاری، اتحادیه‌های کشاورزی، سازمان‌های عدالت اقتصادی و اجتماعی و دیگر گروه‌های مرتبط در کشور فیلیپین است. این جبهه متعلق به جریان گسترده‌تر جنبش دموکراسی ملی و شورش حزب کمونیست فیلیپین-ارتش خلق نوین-جبهه دموکراتیک ملی است.

## سازمان‌های عضو جبهه
سازمان‌های عضو جبههٔ دموکراتیک ملی عبارت‌اند از:
- حزب کمونیست فیلیپین[۱]
- ارتش خلق نوین[۱]
- سازمان آزادیبخش و مقاوت مورو
- کاباتانگ ماکابایان[۱]
- شورای انقلابی اتحادیه‌های تجاری
- پامبانساگ کاتیپونان نی مامبوبوکید
- مالایانگ کیلوسان نی باگونگ کابابایهان
- مسیحیان برای رهایی ملی
- کاتیپونان نی گورونگ ماکابایان
- ماکابایانگ ساماهان پانگکالوسوگان
- لیگا نی آگهام پارا سا بایان
- لوپون نی ماناناگ‌گول پارا سا بایان
- آرتیستا ات مانونولات پارا سا سامبایانان
- ماکابایانگ کاوانینگ فیلیپینو
- سازمان انقلابی سرزمین‌های فرادریای فیلیپین و خویشاوندان
- جبهه دموکراتیک خلق کوردیلرا
- سازمان انقلابی لومادز
- کاتیپونان نی میا ساماهانگ مونگ‌گاگاوا